# 홍성지 (작곡가)
홍성지(1973년 ~ )는 대한민국의 작곡가이다.

## 학력
- 한양대학교 학사
- 왕립음악원 대학원 석사
- 요크 대학교 대학원 박사

## 수상
- 2002년 이리노 요시로 기념상